# Федотов, Михаил Алексеевич
Михаи́л Алексе́евич Федо́тов (1916—1986) — советский танкист, командир тяжёлого танка в годы Великой Отечественной войны. Герой Советского Союза (1945).

## Биография
Родился 20 ноября 1916 года в селе Тимлюй Селенгинского уезда Забайкальской области. С 1937 по 1939 год служил в РККА на Дальнем Востоке. Вернувшись в родное село, окончил курсы механизаторов и вплоть до войны работал трактористом-механиком в колхозе.
В июне 1941 года был вновь призван в армию райвоенкоматом Кабанского района. Пройдя подготовку на базе Челябинского танкового училища, с февраля 1942 года воевал в действующей армии в качестве командира танка Т-34. За войну экипаж под его командованием уничтожил ряд немецких укреплений, танки и самоходные орудия на Юго-Западном фронте. Федотов получил несколько ранений разной степени тяжести (в июле 1943 и феврале 1944 года), но после лечения в медсанбате возвращался в строй.
В 1945 году Михаил Федотов воевал как командир тяжёлого танка ИС-2 в составе войск 2-го Белорусского фронта (маршал К. К. Рокоссовский). Участвовал в прорыве обороны противника и наступлении на реку Висла в районе Данцига (Гданьска).
В представлении на награждение Федотова Михаила Алексеевича командир 86-го отдельного гвардейского Краснознамённого Новозыбковского тяжёлого танкового полка гвардии полковник Гниленко писал: 

«Будучи раненым и оставшись вдвоём с заряжающим, продолжая вести бой, ворвался на вражескую миномётную батарею… Герой-танкист уничтожил шесть танков и самоходок врага, одиннадцать пушек, две минбатареи, три бронетранспортёра и около 100 немцев…».
Указом Президиума Верховного Совета Союза ССР от 29 июня 1945 года гвардии старшина Федотов Михаил Алексеевич был награждён орденом Ленина и медалью «Золотая Звезда» (№ 6203) с вручением грамоты и присвоением звания Героя Советского Союза. Позднее был также награждён орденом Отечественной войны I степени и рядом медалей.

## Жизнь после войны и общественное признание
После демобилизации в 1945 году Михаил Федотов некоторое время жил в Бологом Калининской (ныне Тверской) области. В конце 1946 года приезжал на родину, встречался с однополчанами и школьниками. В 1947 году (по другим сведениям, в 1949 году) переехал в Южно-Сахалинск, где работал механиком в пригородном совхозе и прожил остаток жизни.
Ушёл на пенсию в 1966 году. Умер 27 октября 1986 года, похоронен на городском кладбище Южно-Сахалинска.

## Награды
- Медаль «Золотая Звезда» (№ 6203) Героя Советского Союза (29 июня 1945)[2];
- орден Ленина (29 июня 1945);
- орден Отечественной войны I степени (06.04.1985)[4];
- орден Красной Звезды (31.05.1945)[5];
- орден Славы III степени (06.11.1947)[6];
- медаль «За боевые заслуги» (02.02.1945)[7].

## Память
На могиле героя был установлен бюст.
Михаилу Федотову была посвящена одна из глав книги Д. М. Цыренова «Герои Бурятии». Его имя было присвоено Южно-Сахалинскому заводу стройматериалов.